# Оттон III (герцог Брауншвейг-Люнебурга)
Оттон III (около 1296 — 19 августа 1352) — герцог Брауншвейг-Люнебурга и князь Люнебурга в 1330—1352 годах.

## Биография
Оттон родился около 1296 года и был вторым сыном Оттона Сильного и его жены Матильды Баварской. Его отец познакомил его вопросами правления ещё в 1314 году. В 1315 году его отец решил, что после его смерти княжество должно быть разделено между Оттоном III и его братом Вильгельмом II, однако братья решили иначе: в 1330 году они приняли совместное правление неделимым государством.
В первые годы правления они сосредоточились на территориальной консолидации княжества. Например, им удалось значительно увеличить свои владения в районе Гифхорна благодаря приобретению деревни Фаллерслебен и округов Папенхайм и Веттмаршаген. Они также поддерживали экономически растущие городов. Например, люнебургская торговля процветала благодаря обеспечению судоходства по реке Ильменау между Люнебургом и Ильценом, а также торговых соглашений между князьями Люнебурга и герцогами Саксен-Лауэнбурга.
Оттон III был женат на Матильде Мекленбургской (1293—1358), дочери князя Генриха II Мекленбургского. У них было трое детей:
- Матильда (ум. 7 сентября 1357), вышла замуж за графа Оттона II фон Вальдека
- Оттон, утонул в детстве
- Елизавета (ум. 20 февраля 1386)

Оттон III умер 19 августа 1352 года, не оставив наследника мужского пола, потому что его единственный сын в детстве утонул в реке Ильменау.